# بريرة بنت صفوان
بريرة بنت صفوان مولاة عائشة بنت أبي بكر، كانت مولاة لبعض بني هلال فكاتبوها، ثم باعوها من عائشة. صحابية مشهورة، قيل: إنها كانت مولاة لبعض بني هلال، فكاتبوها ثم باعوها من عائشة، فأعتقتها.
وقد اختلف في زوجها، هل كان عبدا، أم حرا؟ فقيل: إنه كان عبدا اسمه مغيث، ولما أعتقت خيرها الرسول محمد، فاختارت فراقه، وكان يحبها فيمشي في طرق المدينة وهو ييكي على فراقها، واستشفع إليها بالرسول، فقالت للرسول: أتأمر: قال: بل أشفع. فقالت: لا أريده. وقالت عائشة رضي الله عنها: إن النبي جعل عدتها حين فارقته عدة المطلقة. وقيل: إن زوجها كان حرا.
روت عن الرسول، وروى عنها عبد الملك بن مروان.

## أهم ملامح شخصيتها
فضائلها كثيرة، ذكرتها كتب السيرة والسنة في مواضع كثيرة لا تحصى، وكان لها نصيب وافر في خدمة عائشة والرسول محمد، وكذلك في الجهاد في سبيل الله، حيث كانت تخرج مع عائشة تؤدي دورها مع الصحابيات الأخريات من سقاية المجاهدين، وتطبيب الجرحى.
والثابت أن بريرة كانت دائمًا في خدمة عائشة وكذلك الرسول، وكانت ذات شجاعة نادرة وبطولة. وليس عجبًا أن تكون كذلك، فهي تعيش مع عائشة.
وكانت بريرة مثالاً في الكرم والجود والعطاء، وعاشت صابرة مؤمنة تحافظ على دينها وإسلامها، وكانت حياتها مثال الزهد والتقوى والخوف من الله.

## من مواقفها مع الرسول

### حادثة الإفك
تذكر كتب السيرة أن لهذه الصحابية موقفًا مشرفًا مع عائشة، وكذلك مع الرسول في حادثة الإفك قبل نزول البراءة من الله، حيث إن الرسول سأل واستشار من حوله من الأصحاب والأقارب فيما يقال عن عائشة قبل نزول القرآن بالبراءة، فسأل أسامة بن زيد وعليًّا، فأشار أسامة بن زيد على الرسول بالذي يعلم من براءة أهله، وبالذي يعلم في نفسه لهم من الود، فقال: يا رسول الله، أهلك ولا نعلم إلا خيرًا. أما علي بن أبي طالب فقال: يا رسول الله، لم يضيق الله عليك والنساء سواها كثير، وأن تسأل الجارية تصدق الخبر.
وأراد علي بن أبي طالب أن يهون الأمر على الرسول فهو لم يصدق ما يزعمه المنافقون، وأيضًا أشار عليه أن يسأل الجارية عن أخلاق وأحوال عائشة، والجارية هي الخادمة الملازمة لسيدتها بالبيت. فدعا الرسول الجارية بريرة، فقال لها: «أي بريرة، هل رأيت من شيء يريبك من عائشة؟» فقالت بريرة: والذي بعثك بالحق، إن ما رأيت عليها أمرًا قط أغمضه عليها أكثر من أنها جارية حديثة السن تنام عن عجين أهلها، فتأتي الداجن (الدواجن) فتأكله.
وعن عائشة زوج النبي قالت: كان في بريرة ثلاث سنن: إحدى السنن أنها أعتقت فخيرت في زوجها وقال رسول الله: «الولاء لمن أعتق». ودخل الرسول والبرمة تفور بلحم فقرب إليه خبز وأدم من أدم البيت، فقال: «ألم أر البرمة فيها لحم». قالوا: بلى، ولكن ذلك اللحم تصدق به على بريرة، وأنت لا تأكل الصدقة. قال: «عليها صدقة ولنا هدية».[2]

## من مواقفها مع الصحابة

### مع عائشة
عن عائشة قالت: جاءتني بريرة فقالت: كاتبت أهلي على تسع أواق في كل عام أوقية، فأعينيني. فقلت: إن أحب أهلك أن أعدها لهم، ويكون ولاؤك لي فعلت. فذهبت بريرة إلى أهلها فقالت لهم، فأبوا عليها، فجاءت من عندهم ورسول الله جالس فقالت: إني قد عرضت ذلك عليهم فأبوا إلا أن يكون الولاء لهم. فسمع النبي، فأخبرت عائشة النبي فقال: «خذيها واشترطي لهم الولاء، فإنما الولاء لمن أعتق».

### مع مغيث زوجها
عن ابن عباس: أن زوج بريرة عبد أسود يقال له مغيث، كأني أنظر إليه يطوف خلفها يبكي ودموعه تسيل على لحيته، فقال النبي لعباس بن عبد المطلب: «يا عباس، ألا تعجب من حب مغيث بريرة، ومن بغض بريرة مغيثًا». فقال النبي: «لو راجعته». قالت: يا رسول الله، تأمرني؟ قال: «إنما أنا أشفع». قالت: لا حاجة لي فيه.

### من مواقفها مع التابعين
عن عبد الملك بن مروان قال: كنت أجالس بريرة بالمدينة قبل أن ألي هذا الأمر، فكانت تقول: يا عبد الملك، إني لأرى فيك خصالاً، وخليق أن تلي أمر هذه الأمة، فإن وليته فاحذر الدماء؛ فإني سمعت رسول الله يقول: «إن الرجل ليدفع عن باب الجنة أن ينظر إليها على محجمة من دم يريقه من مسلم بغير حق» رواه الطبراني، وضعفه الهيثمي.

## وفاتها
توفيت بريرة زمن يزيد بن معاوية، كما جاء ذكر ذلك في مصادر شتى.